# Helenental (Dhünn)

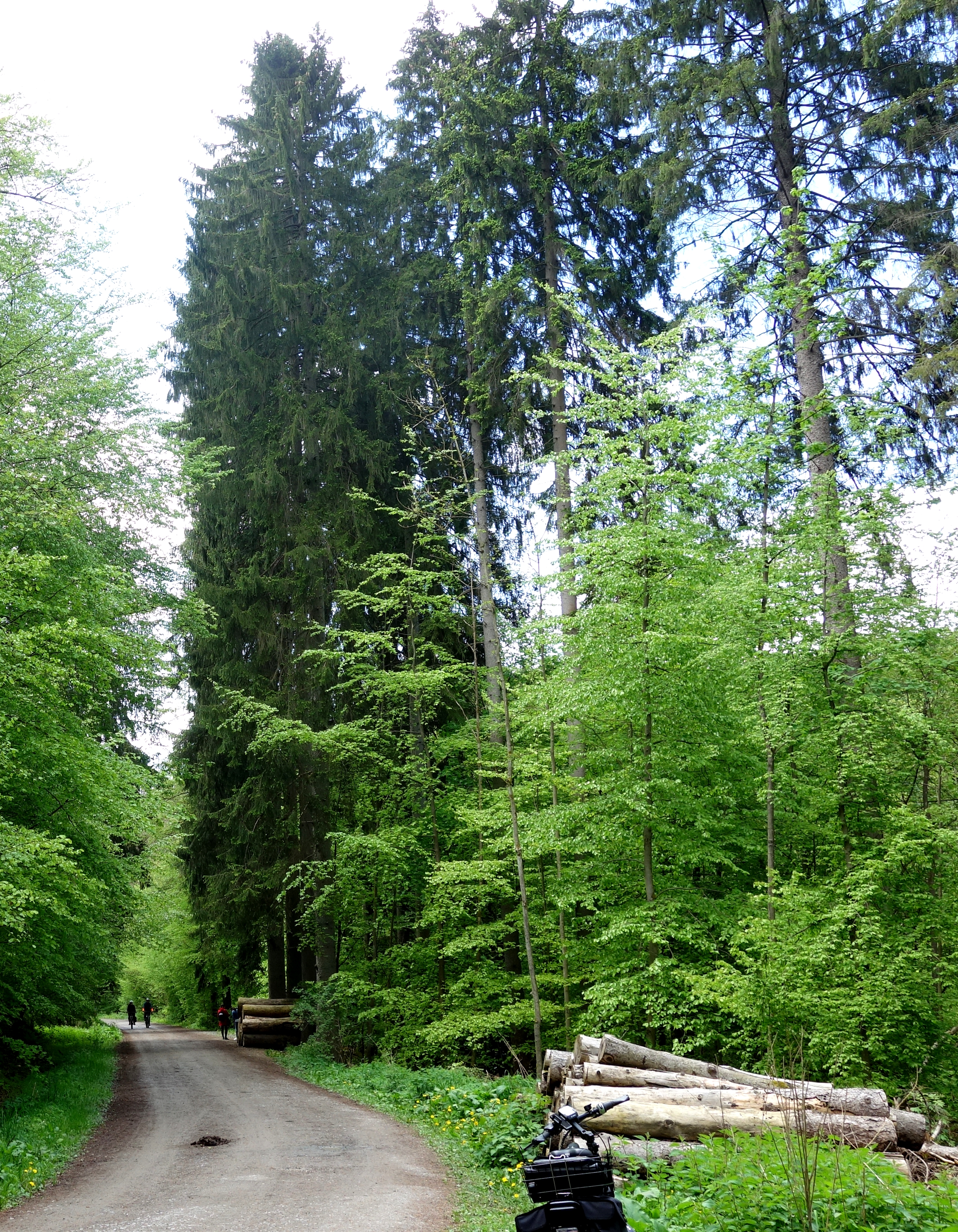
Blick in das Helenental

Das Helenental erstreckt sich als Teil der Talaue der mittleren Dhünn von Altenberg (Gemeinde Odenthal im Rheinisch-Bergischen Kreis) bis zur Talsperrenmauer der Dhünntalsperre und bildet den östlichsten Kulturlandschaftsraum des Dhünnkorridors.

## Ehemaliger Standort der Schwarzpulverindustrie

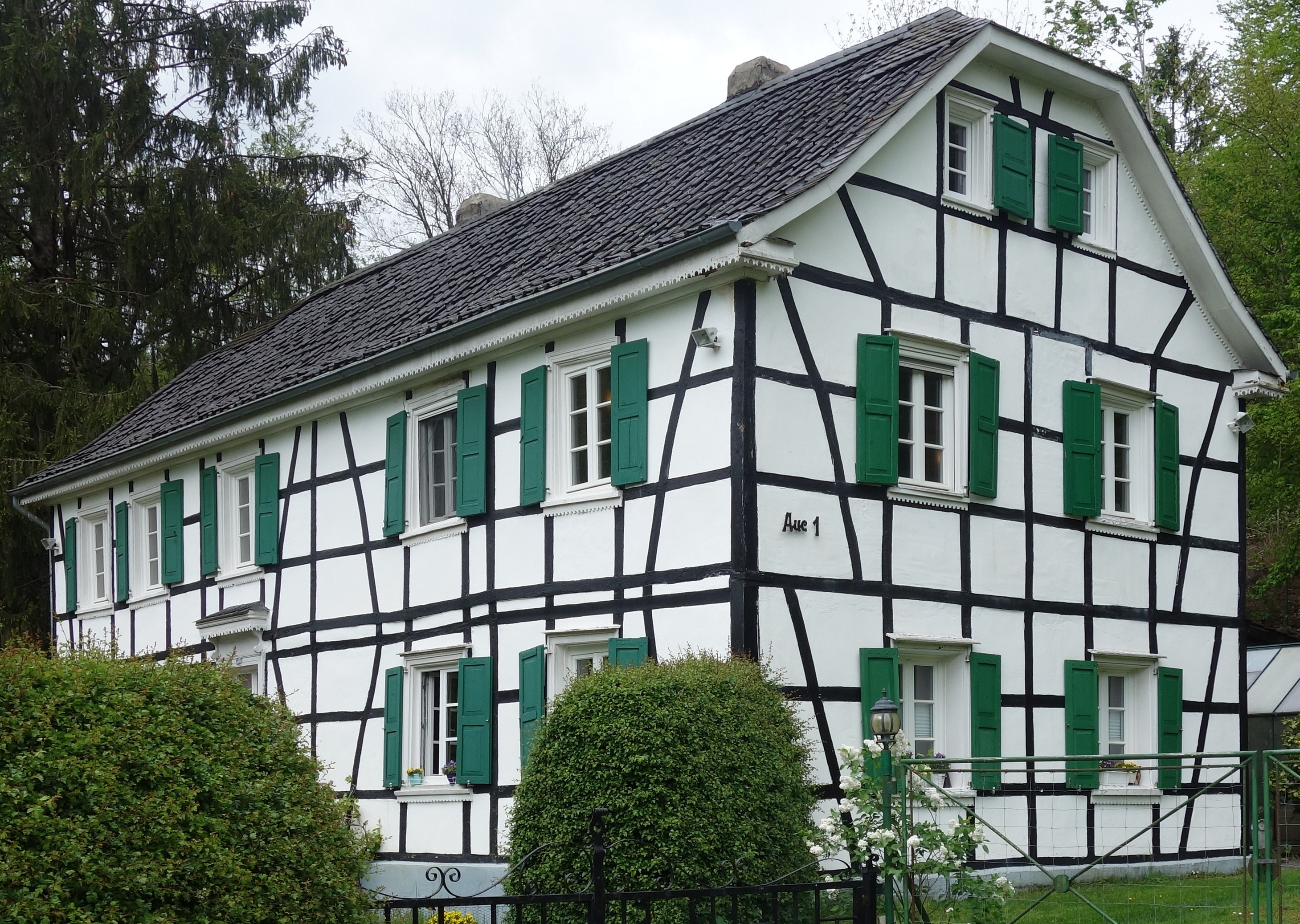
Ehemaliges Wohn- und Verwaltungsgebäude der Pulvermühle Aue

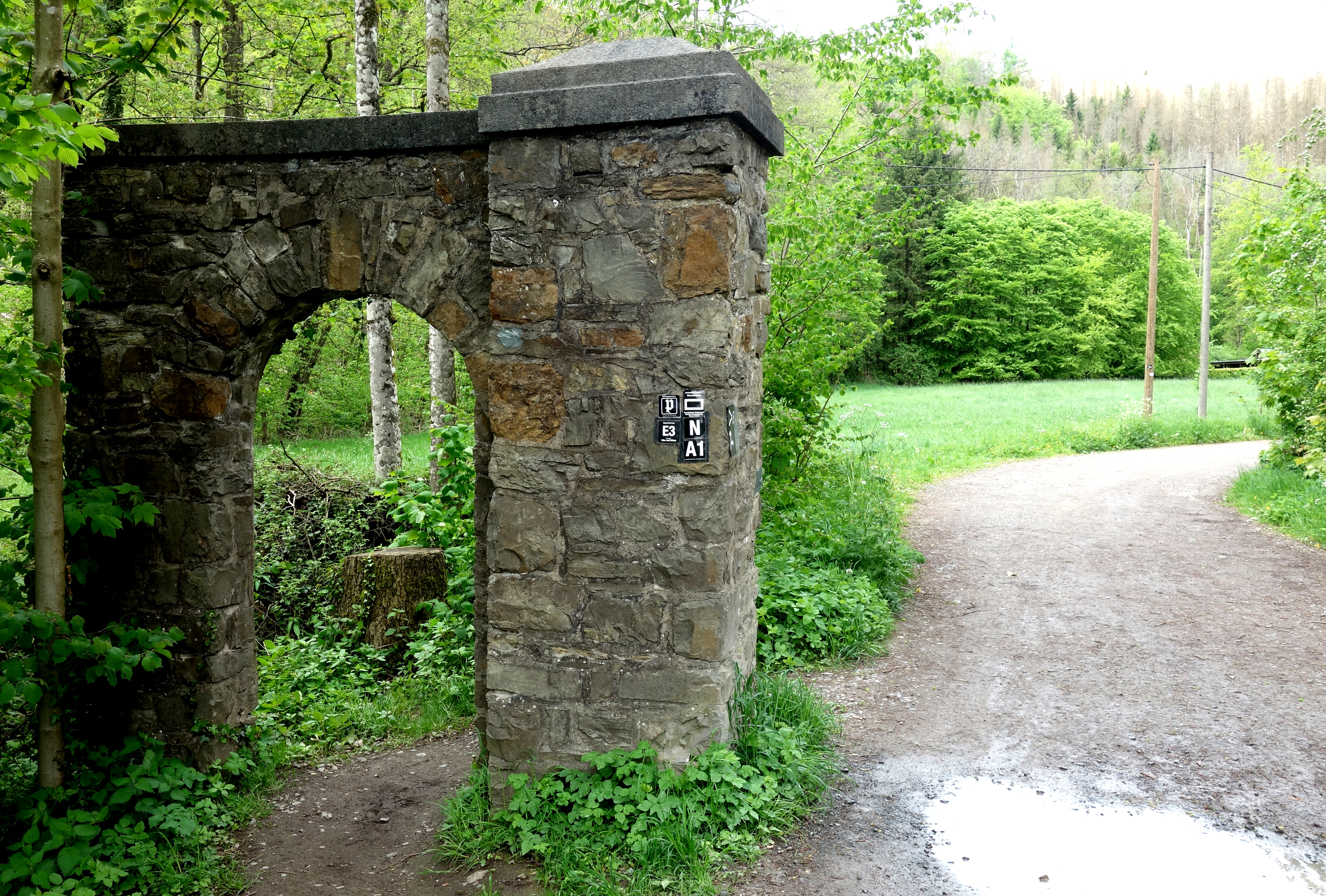
Ehemaliger Zugang zur Pulvermühle Aue

Bis 1919 war das Helenental ein Zentrum der Schwarzpulverindustrie. Hier standen Fabriken, welche die Wasserkraft nutzten, um in Pulvermühlen Schwarzpulver zu produzieren, welches seit 1880 im Schöllerhof verladen wurde. Somit förderte die Wasserkraft die frühindustrielle Entwicklung des Bergischen Landes.
Diese Entwicklung begann um 1819 mit der Familie Kayser, die zu dieser Zeit schon bestehende Pulvermühlen in Loosenau erwarb. Sie baute weitere Anlagen bis in die zweite Hälfte des 19. Jahrhunderts.
Fünf Pulvermühlen gab es im Tal. August Wasserfuhr verkaufte die in Helenenthal ebenso wie Georg Borsbach die zu Aue 1873 an die „Rheinisch-Westfälische Pulver-Aktiengesellschaft zu Köln“. Spätestens damit war der Grundstein für eine industrielle Produktion im Helenental gelegt. Diesem Unternehmen gehörten schließlich alle Pulverfabriken im Tal. Um 1900 gab es im Helenental 36 Gebäude, die Jahresproduktion betrug 130 Tonnen. Nach Beendigung des Ersten Weltkriegs wurden diese Produktionsstätten zerstört. Heute sind noch Überreste zu finden, ebenso wie Spuren von Wassergräben, Schutzwällen und Wehren aus jener Zeit. Die Überreste der Pulverproduktionsstätten sind in der Liste der Bodendenkmäler in Odenthal festgehalten.

## Heutiger Landschaftsraum

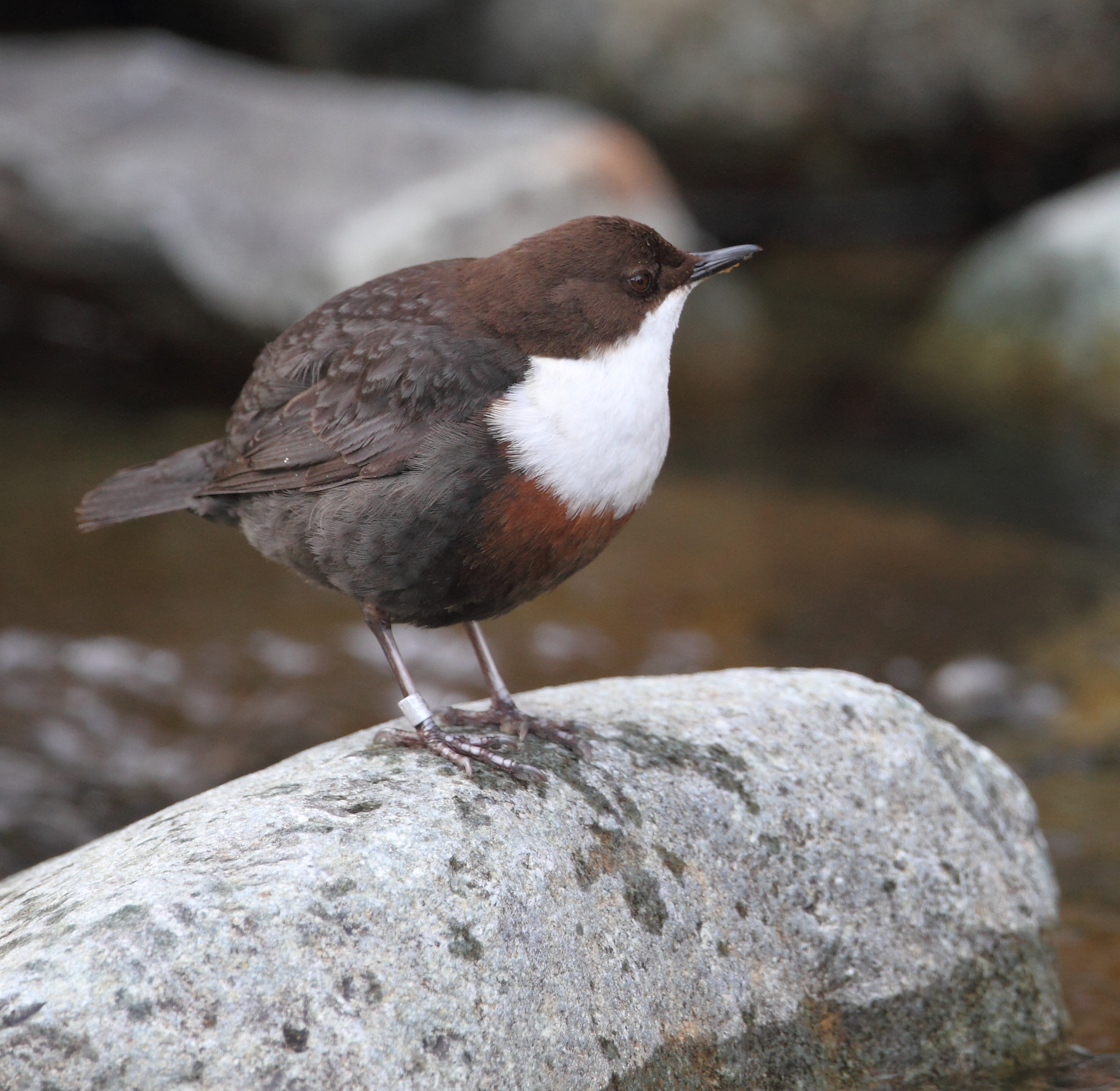
Wasseramsel

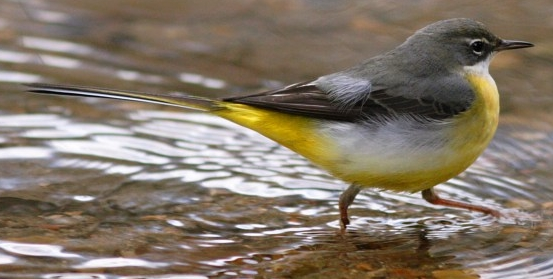
Gebirgsstelze

Der Landschaftsraum ist gekennzeichnet durch einen hohen Waldanteil mit wertvollen Weichholzauen-Beständen. Er umfasst FFH- und Naturschutzgebietsflächen sowie zahlreiche nach § 62 des Landschaftsgesetzes NRW geschützte Biotope, in denen sich unter anderem Wasseramseln und Gebirgsstelzen angesiedelt haben.
Durch das Helenental zieht sich ein großenteils breiter, befestigter Wanderweg mit zum Teil asphaltierten Abschnitten. Streckenweise führt er an steilen Berghängen vorbei, von denen einige schroffe, mit Moosen bewachsene Felsformationen aufweisen. Eine Reihe von Informationstafeln am Wegrand weist auf Sehenswürdigkeiten hin.
Der Autor Jürgen Becker hat der Gegend im Gedichtband Journal der Wiederholungen von 1999 ein „Helenental“ betiteltes Landschaftsgedicht gewidmet.

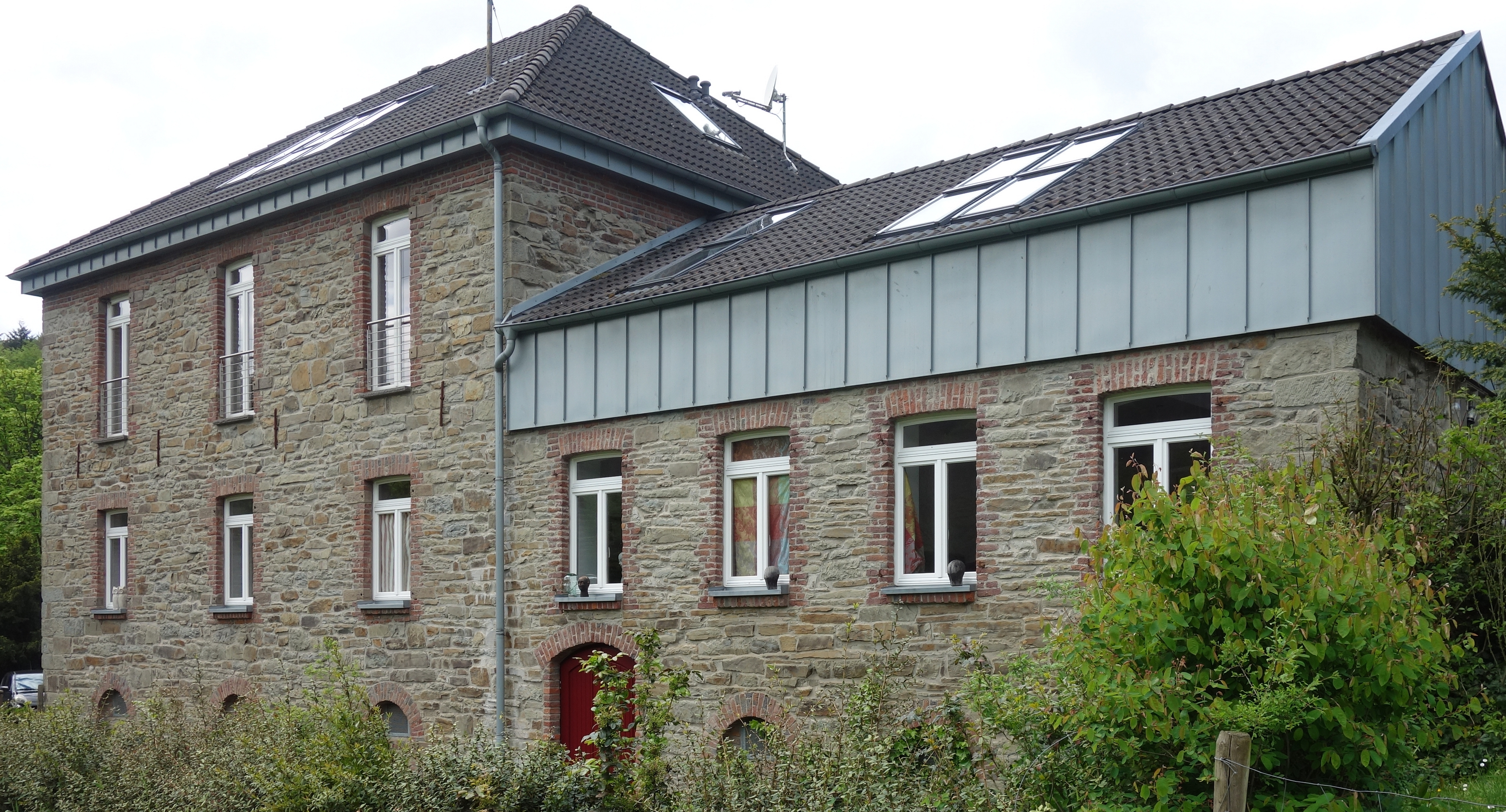
Schöllerhof am Eingang zum Helenental
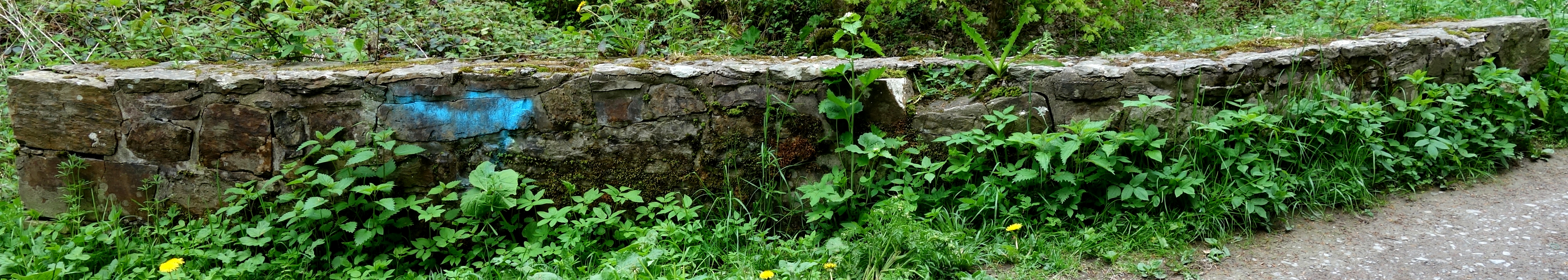
Mauerrest einer Pulvermühle
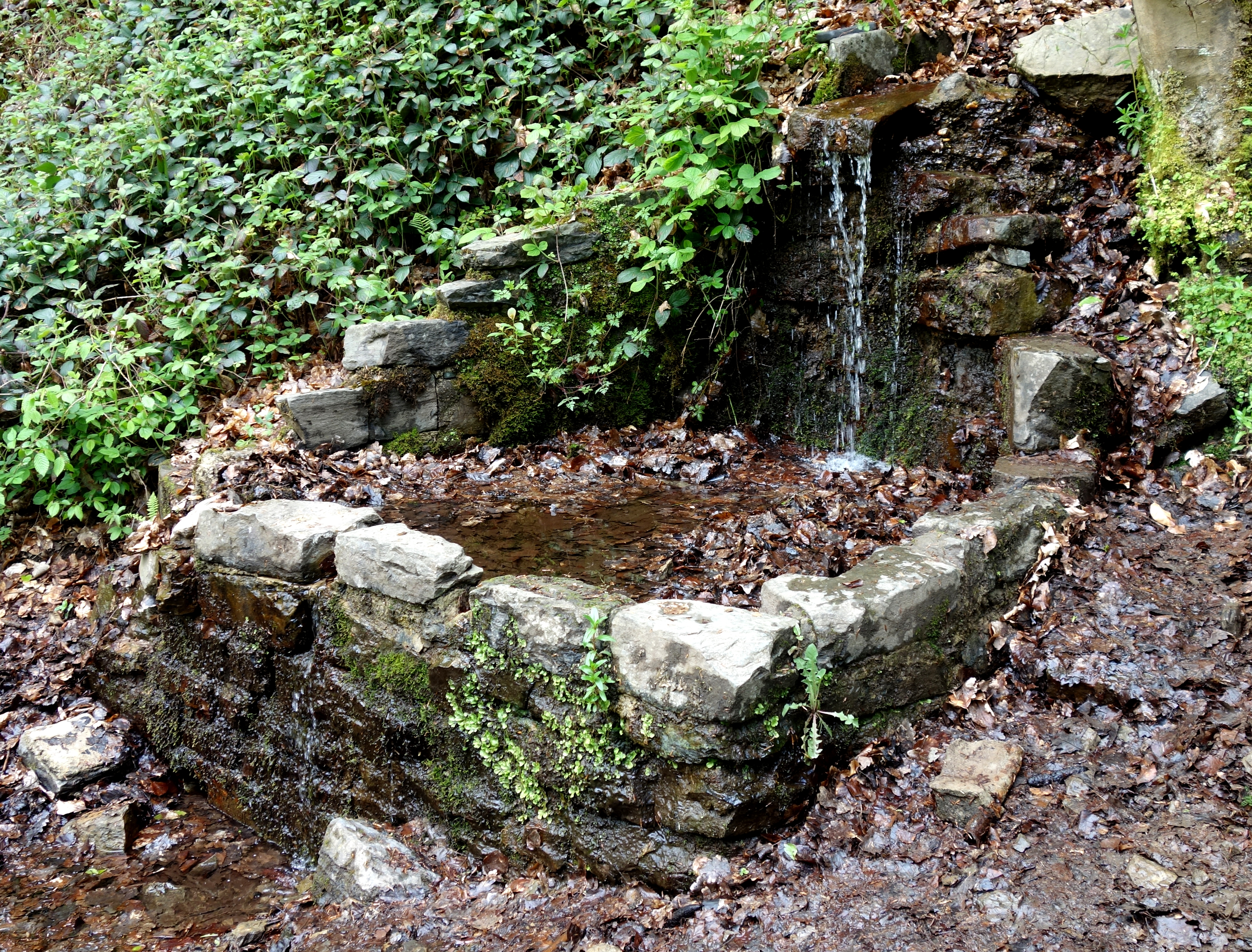
Alter Quellbrunnen (in den 1980er Jahren gemauert, zuvor lediglich ein aus dem Hang ragendes altes Metallrohr)
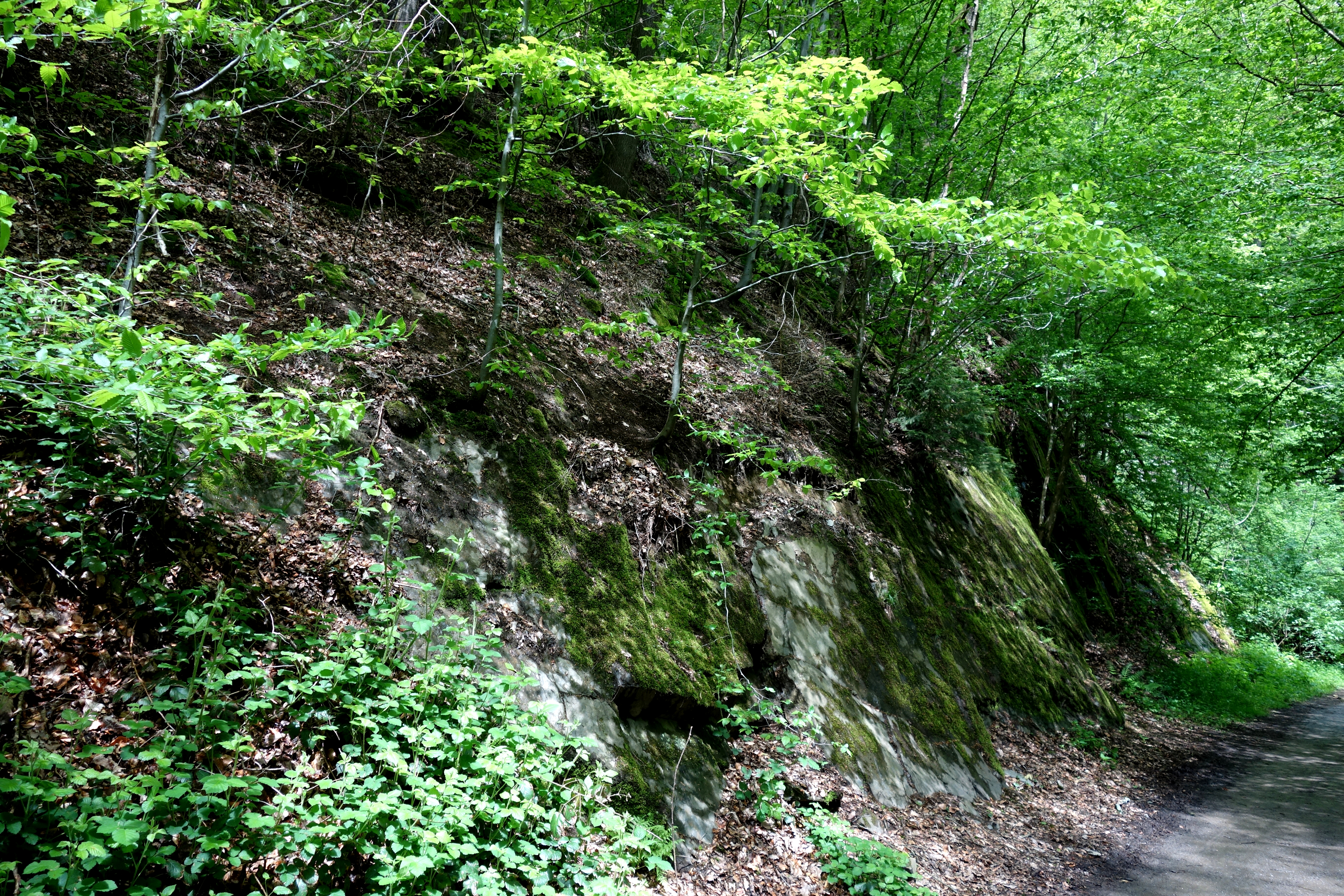
Mit Moosen bewachsene Felsformation
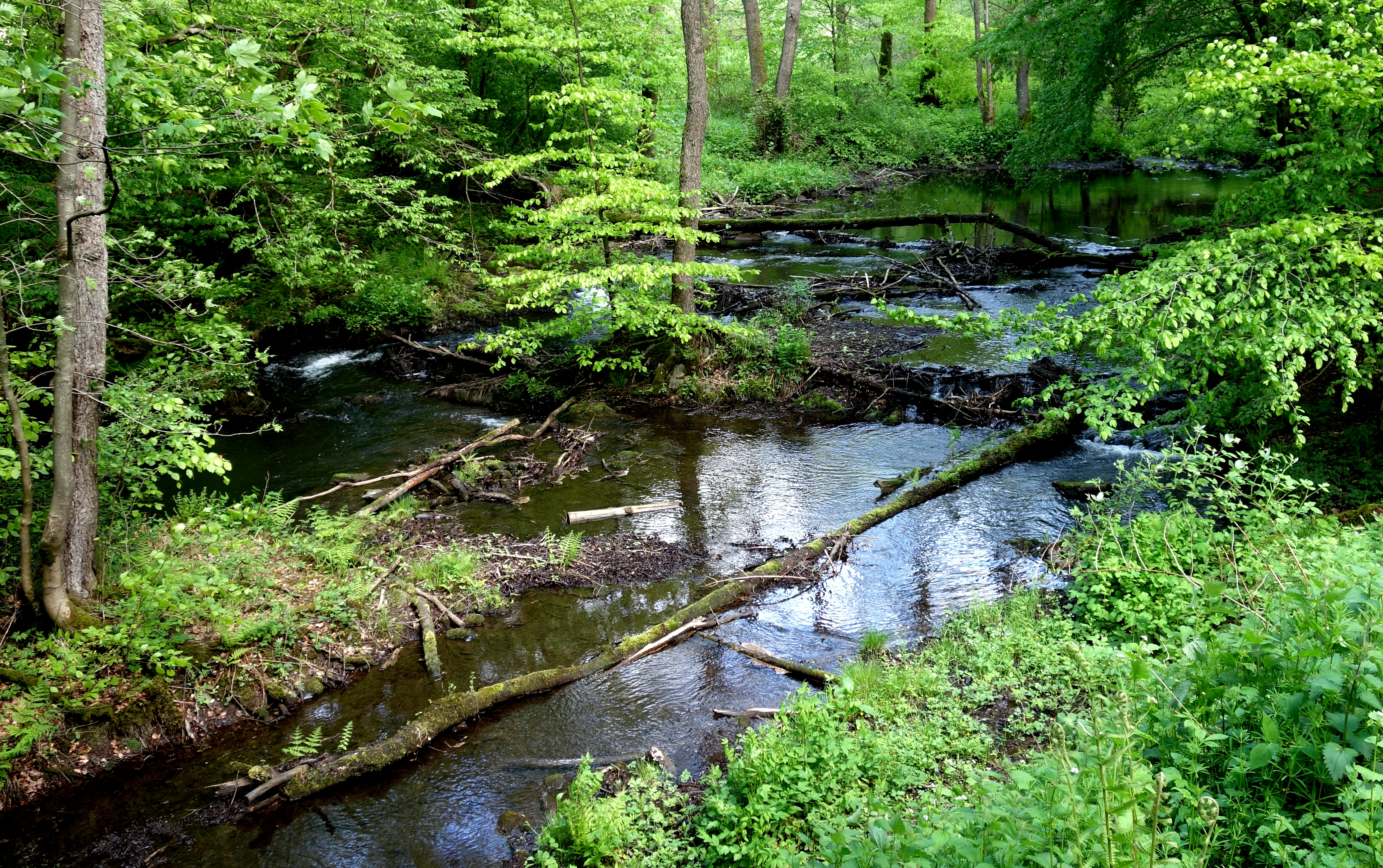
Insel in der Dhünn
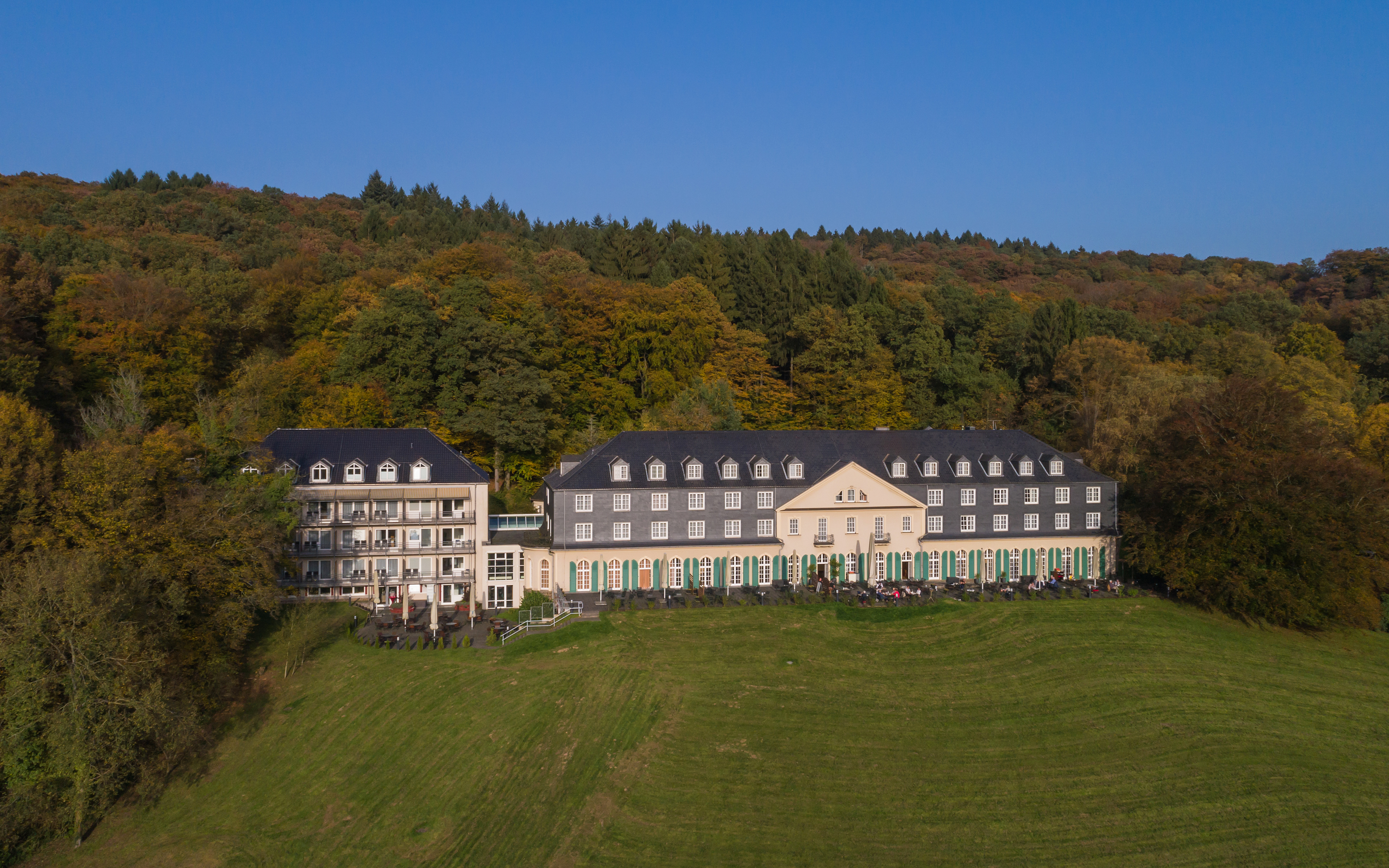
Maria in der Aue
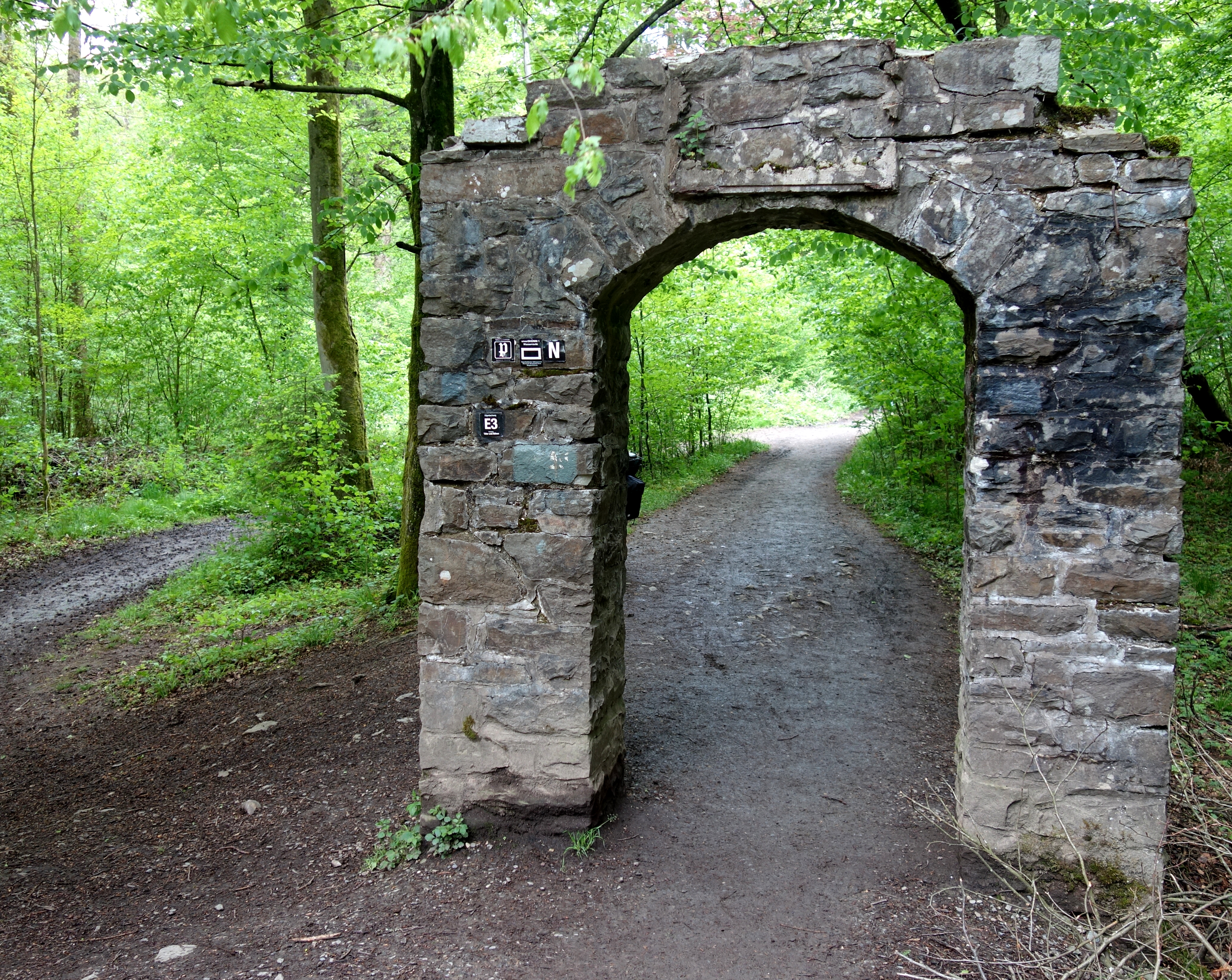
Weiterer Pulvermühlen-Zugang

## Weitere Quellen
- Informationstafeln entlang des Helenentals